# Analía Gadé
María Esther Gorostiza Rodríguez, née le 28 octobre 1931 à Córdoba (Argentine) et morte le 18 mai 2019 à Madrid (Espagne), connue sous le nom d'Analía Gadé, est une actrice argentine qui apparaît dans plus de 60 films entre 1948 et 2001. Elle joue dans le film Sala de guardia, présenté en sélection officielle au Festival de Cannes 1953. Elle est la sœur de Carlos Gorostiza.

## Filmographie sélective
- La serpiente de cascabel (1948)
- Por ellos... todo (1948)
- Vidalita (1949)
- Cita en las estrellas (1949)
- Especialista en señoras (1951)
- Cuidado con las mujeres (1951)
- Concierto de bastón (1951) :Caty
- Sala de guardia (1952)
- Vuelva el primero (1952) :Dorita
- ¡Qué noche de casamiento! (1953)
- Suegra último modelo (1953)
- Somos todos inquilinos (1954) :Alicia
- Los hermanos corsos (1955)
- Ayer fue primavera (1955) :Silvia
- Los tallos amargos (1956)
- Don Fulgencio (El hombre que no tuvo infancia) (1950)
- El morocho del Abasto (La vida de Carlos Gardel) (1950)
- Nacha Regules (1956)
- Viaje de novios (1956)
- Las muchachas de azul (1957)
- Una muchachita de Valladolid (1958)
- Ana dice sí (1958)
- La vida por delante (1958)
- La vida alrededor (1959)
- La mentira tiene cabellos rojos (1960)
- La fiel infantería (1960)
- Sólo para hombres (1960)
- Madame Sans-Gêne (1961) : Caroline Bonaparte
- Tú y yo somos tres (1962)
- Par un beau matin d'été (1965) : Consuelo Dermott
- Mayores con reparos (1966)
- Las locas del conventillo (María y la otra) (1966)
- La mujer de otro (1967)
- La vil seducción (1968)
- Coqueluche (película de 1970)|Coqueluche (1970)
- El ojo del huracán (1971)
- 1972 : Mil millones para una rubia de Pedro Lazaga
- Tu dios y mi infierno (1975)
- Las largas vacaciones del 36 (1976)
- Las marginadas (1977)
- Cartas de amor de una monja (1978)
- Fragmentos de interior (1984)
- La rosa azul (2001)

## Télévision
- Tropicana Club (1952) - (3 épisodes)
- La señora García se confiesa (1976) - (4 épisodes)
- Fragmentos de interior (1984) - (4 épisodes)
- Lucía Bonelli (1984) - (39 épisodes)
- Una gloria nacional (1993) - (9 épisodes)
- Compuesta y sin novio (1994) - (13 épisodes)
- Carmen y familia (1996) - (16 épisodes)